# Anzos
L'Anzos è un fiume di 17 km, che scorre a Perfugas, in Sardegna.

## Corso del fiume
Nasce sul monte Pattada a 489 m s.l.m. con il nome di rio Giunturas. Infine sfocia nel fiume Altana.